# 후키아게정 (가고시마현)
후키아게정(일본어: 吹上町)은 일본 가고시마현의 서부 사쓰마 반도에 있던 정이다.  
2005년 5월 1일 이주인정·히가시이치키정·히요시정과 합병해 히오키시가 되었다.

## 역사
- 1889년 4월 1일 - 정촌제 시행에 수반해 이사쿠촌, 나가요시촌이 성립하였다.
- 1955년 4월 1일 - 이사쿠촌, 나가요시촌이 신설합병, 정으로 승격해 후키아게정이 되었다.
- 2005년 5월 1일 - 이주인정·히가시이치키정·히요시정과 합병해 히오키시가 되었다.

## 교통

### 철도
- 규슈 여객철도 가고시마 본선

### 도로
- 국도 270호선

## 참고 문헌
- 角川日本地名大辞典編纂委員会,『角川日本地名大辞典 鹿児島県』1983, 角川書店